# ARPC5L
ARPC5L (англ. Actin related protein 2/3 complex subunit 5 like) – білок, який кодується однойменним геном, розташованим у людей на 9-й хромосомі. Довжина поліпептидного ланцюга білка становить 153 амінокислот, а молекулярна маса — 16 941.
| 10         |  | 20         |  | 30         |  | 40         |  | 50         |
| ---------- |  | ---------- |  | ---------- |  | ---------- |  | ---------- |
| MARNTLSSRF |  | RRVDIDEFDE |  | NKFVDEQEEA |  | AAAAAEPGPD |  | PSEVDGLLRQ |
| GDMLRAFHAA |  | LRNSPVNTKN |  | QAVKERAQGV |  | VLKVLTNFKS |  | SEIEQAVQSL |
| DRNGVDLLMK |  | YIYKGFEKPT |  | ENSSAVLLQW |  | HEKALAVGGL |  | GSIIRVLTAR |
| KTV        |  |            |  |            |  |            |  |            |

A: Аланін

D: Аспарагінова кислота

E: Глутамінова кислота

F: Фенілаланін

G: Гліцин

H: Гістидин

I: Ізолейцин

K: Лізин

L: Лейцин

M: Метіонін

N: Аспарагін

P: Пролін

Q: Глутамін

R: Аргінін

S: Серин

T: Треонін

V: Валін

W: Триптофан

Кодований геном білок за функцією належить до фосфопротеїнів. 
Білок має сайт для зв'язування з молекулою актину. 
Локалізований у цитоплазмі, цитоскелеті.